# Matteo Medves
Matteo Medves (* 20. Juni 1994 in Monfalcone) ist ein italienischer Judoka. Er war Europameisterschaftszweiter 2018 und 2019.

## Sportliche Karriere
Medves kämpft seit 2012 im Halbleichtgewicht, der Gewichtsklasse bis 66 Kilogramm. 2016 belegte er den siebten Platz bei den U23-Europameisterschaften. 2017 siegte Medves bei den italienischen Meisterschaften. Beim Weltcupturnier in Rom belegte er den zweiten Platz hinter dem Südkoreaner An Ba-ul. Zwei Monate später schied er bei den Europameisterschaften 2017 im Achtelfinale gegen den Ukrainer Heorhij Santaraja aus.
Bei den Europameisterschaften 2018 in Tel Aviv besiegte Medves im Halbfinale Marko Gusić aus Montenegro. Im Finale unterlag er dem Slowenen Adrian Gomboc. Fünf Monate später bei den Weltmeisterschaften in Baku unterlag Medves im Sechzehntelfinale dem Japaner Hifumi Abe. Die Europameisterschaften 2019 wurden im Rahmen der Europaspiele 2019 in Minsk ausgetragen. Medves bezwang im Halbfinale den Georgier Wascha Margwelaschwili, im Finale unterlag er Heorhij Santaraja. Bei den Weltmeisterschaften 2019 in Tokio schied er im Achtelfinale gegen Hifumi Abe aus.